# Septembre 1802

## Événements
- 11 septembre (24 fructidor an X) : le Piémont, occupé par les troupes françaises, est annexé au territoire français et divisé en six départements.

- 13 septembre, France : disgrâce de Joseph Fouché.

- 18 septembre, Stecklikrieg : la République helvétique capitule face aux fédéralistes, le pouvoir revient aux cantons lors de la Diète fédérale de Schwytz présidée par Alois von Reding[1].

- 20 septembre (8 septembre du calendrier julien) : oukase sur les droits et les devoirs du Sénat russe, organe supérieur de contrôle judiciaire et administratif. Manifeste créant 8 ministères pour remplacer les collèges de Pierre le Grand (Guerre, Marine, Affaires étrangères, Justice, Intérieur, Finances, Instruction publique, Commerce)[2]. Viktor Kotchoubeï, ministre de l’Intérieur (1802-1807). Adam Czartoryski (1770-1861), ministre des Affaires étrangères (1802-1806).
  - Adam Czartoryski, ami et ministre des Affaires étrangères du tsar Alexandre Ier de Russie tente la reconstitution de la Pologne modernisée sous l’égide des Romanov. Il s’efforce de promouvoir une politique favorable à la szlachta et à la culture polonaise, et envisage la reconstruction d’une Europe libérale par l’alliance avec le Royaume-Uni.* Septembre : les boyards de Valachie et de Moldavie, soutenus par les Russes, obtiennent des Hatticherif fixant à un minimum de sept ans le règne des voïévodes, et limitant leur destitution à l’accord des gouvernements ottoman et russe[3].

## Naissances
- 6 septembre : Alcide Dessalines d'Orbigny (mort en 1857), naturaliste, explorateur, malacologiste et paléontologue français.
- 23 septembre : Adolphe d'Archiac (mort en 1868), géologue et paléontologue français.
- 30 septembre : Antoine-Jérôme Balard (mort en 1876), chimiste français.

## Décès
- 3 septembre : Antoine Richepance ( né en 1770), général français et administrateur colonial en Guadeloupe.
- 12 septembre : Antonio de León y Gama (né en 1735), érudit et scientifique mexicain.